# Косово поле
Вижте пояснителната страница за други значения на Косово поле.
Косово поле (на сръбски: Косово поље / Kosovo polje, на албански: Fushë Kosovë) е междупланинска котловина, на която е наречена областта Косово поле и по-късно държавата Косово.
В южния му край е средновековният български и византийски град Липлян, а в северния - сръбският Звечан.

## География
Полето има продълговата форма с дължина 84 km и ширина до 14 km. Надморската му височина е 500 – 700 метра, а релефът е хълмист, изграден предимно от древни езерни и речни наслаги, тъй като някога полето е било езеро, в което са се натрупвали речни наноси. Поради това почвата му е обработваема и доста плодородна (тук се отглеждат царевица, пшеница, ечемик, като е застъпено градинарството и лозарството в подножието на котловината). Климатът е умереноконтинентален с годишна сума на валежите 600 – 700 mm. Полето се ограничава на север от планината Копаоник, а на юг от северозападните разклонения на Шар планина. На запад от другата котловинна област в Косово – Метохия, го отделя хълмистия район Дреница, а на изток верига средновисоки планини (Голяк и др.) – от Поморавието. През Косово поле протича река Ситница, от басейна на река Велика Морава. Районът е богат и на полезни изкопаеми – лигнитни въглища, магнезит. Оттук преминават важни транспортни артерии още от античността – продължението към Македония и Адриатика на Ибърската магистрала, както и алтернативния път Ниш – Скопие през Липлян (на този по долината на Българска Морава), чието разклонение през Призрен го свързва с Адриатическо море и Драч.

## История
На Косово поле, близо до град Прищина на 15 юни 1389 г. (Видовден) се провежда решаващото сражение между обединените сръбско-босненски войски (15-20 хил.човека), възглавявани от княз Лазар Хребелянович и армията на турския султан Мурад I (27-30 хил. човека). Независимо от героичното съпротивление на войските на княз Лазар, сражението завършва с победа на турците, като князът е пленен, а след това убит. След битката на Косово поле Сърбия се превръща във васал на Османската империя, а през 1459 г. е включена в нейния състав. Битката на Косово поле и подвигът на сръбските воини, геройски сражавали се против турската армия, намират своето отражение в сръбския героичен епос. В памет на Косовската битка на територията на Косово поле е издигнат мемориалът Газиместан, известен още и като „монументът на косовските герои“ и „сръбската Шипка“. Той се намира на около 6 – 7 km на североизток от действителното място на битката и на него е изписан текстът на клетвата на Лазар Хребелянович. През 1877 г. Османската империя създава Косовския вилает. По време на Първата световна война сръбската армия се оттегля в равнината на Косово до ноември 1915 г., а след това, подложена на атака от двете страни, армията се оттегля през планините в Албания.

## Други
На Косово поле е наречена улица в квартал „Стрелбище“ в София (Карта).